# Patrick Lienhard
Patrick Lienhard (* 30. Mai 1992 in Gengenbach) ist ein deutscher Fußballspieler.

## Karriere
Patrick Lienhard wechselte 2005 in die Jugend des SC Freiburg. Er lief für die U-17 und U-19 jeweils in den höchsten Spielklassen auf, anschließend spielte er zwei Jahre für die U-23 in der Regionalliga Südwest. Von 2008 bis 1011 besuchte er die Max Weber-Schule in Freiburg. Nach einer Saison beim SVN Zweibrücken in derselben Liga wechselte er im Sommer 2014 zum SSV Jahn Regensburg in die 3. Liga, wo er 2013 bereits ein Probetraining absolvierte. Schon am ersten Spieltag gab er sein Profidebüt und spielte gegen den MSV Duisburg 90 Minuten durch – der Jahn gewann mit 3:1. Am 4. Spieltag erzielte er beim 1:5 bei Borussia Dortmund II sein erstes Profitor. Bis zum Saisonende absolvierte er insgesamt 23 Ligaspiele und erzielte dabei 2 Tore. Nachdem die Regensburger aus der dritten Liga abgestiegen waren, wechselte Lienhard zu Eintracht Trier. Nachdem Lienhard in seiner zweiten Saison bei Eintracht Trier auch mit den Moselstädtern aus der Regionalliga Südwest abgestiegen war, schloss er sich dem Mitabsteiger FC 08 Homburg an. Zur Saison 2022/23 kehrte er zur U23 des SC Freiburg zurück, die in der 3. Liga spielte.